# A Cristo crocifisso
A Cristo crocifisso (A Cristo crucificado, o No me mueve, mi Dios, para quererte) è un sonetto in lingua spagnola di autore anonimo composto nella seconda metà del XVI secolo o i primi decenni del XVII secolo. È giudicato da molti critici il miglior sonetto in lingua spagnola del Siglo de Oro.

## Testo
el cielo que me tienes prometido;

ni me mueve el infierno tan temido

para dejar por eso de ofenderte.
Tú me mueves, señor; muéveme el verte

clavado en una cruz y escarnecido;

muéveme ver tu cuerpo tan herido;

muévenme tus afrentas y tu muerte.
Muéveme, en fin, tu amor, y en tal manera

que aunque no hubiera cielo, yo te amara,

y aunque no hubiera infierno, te temiera.
No me tienes que dar porque te quiera,

pues aunque cuanto espero no esperara,

lo mismo que te quiero te quisiera.»
Il promesso non è regno superno;

E non è solo il sì temuto inferno,

Che di offenderti, o Dio, timor mi apporte.
Tu mi movi, o mio Dio, mi move il forte

Duolo, onde affisso e lacero ti scerno

Su questa croce, movemi il tuo scherno,

Movonmi le tue piaghe e la tua morte.
Movemi al fine il tuo sì grande amore:

Sicché amor senza cielo in me pur fora,

Fora ancor senza inferno in me timore.
Speme di dono alcun non m'innamora;

Ché, ciò che spera non sperando, il core

Tanto ti adoreria, quanto ti adora.»
(Anonimo, A Cristo crocifisso. Traduzione italiana di Pompeo Figari)

## Critica
Il più antico documento in cui fu rinvenuto questo sonetto fu una copia dell'Arte doctrinal y modo general para aprender la lengua matlazinga scritto nel 1638 dal monaco agostiniano della Nuova Spagna Miguel de Guevara. Si ritenne pertanto che l'autore fosse lo stesso Guevara. Successivamente, però, una versione del sonetto fu trovato nel Libro intitulado Vida del espíritu redatto dall'agostiniano madrileno Antonio de Rojas nel 1628; il sonetto era tuttavia anonimo e fu perciò attribuito, in base al contenuto, a numerosi mistici fra i quali Giovanni d'Avila, Francesco Saverio, Ignazio di Loyola, Luis de León o Teresa d'Avila. Il poeta ignoto ci rivela che l'amore di Dio che lo ispira è un amore non dettato dal timore della pena o dalla speranza di un premio, ma è fondato sul sentimento che sorge contemplando la passione di Cristo. Questi concetti sono presenti anche nel capitolo 7 del Sexta Morada di Teresa d'Ávila; ma anche in mistici medioevali cristiani e perfino islamici.